# Persone di cognome Sørensen
| Questa pagina contiene informazioni ricavate automaticamente dalle voci biografiche con l'ausilio del template Bio e di un bot. L'aggiornamento è periodico e automatico e ricostruisce completamente la pagina. Se manca una persona in questa lista, sei pregato di non aggiungerla, ma accertati piuttosto che la sua voce biografica contenga il template Bio e che i dati anagrafici siano correttamente compilati. Se il template Bio manca, inseriscilo tu stesso o, in alternativa, metti l'avviso {{tmp\|Bio}} che ne segnala la mancanza. Se i dati riportati sono sbagliati, correggi direttamente la voce biografica; le modifiche saranno visibili in questa lista entro pochi giorni. Per chiarimenti vedi il progetto biografie. La lista contiene solo le 45 persone che sono citate nell'enciclopedia e per le quali è stato implementato correttamente il template Bio. Pagina aggiornata al 3 nov 2022. |

Questa è una lista di persone presenti nell'enciclopedia che hanno il cognome Sørensen, suddivise per attività principale.

## Allenatori di calcio(5)
- Erik Sørensen, allenatore di calcio e ex calciatore danese (Odense, n.1940)
- Finn Willy Sørensen, allenatore di calcio e calciatore danese (n.1941 - † 2019)
- Jan Johnsen Sørensen, allenatore di calcio e ex calciatore danese (Glostrup, n.1955)
- Jan-Derek Sørensen, allenatore di calcio e ex calciatore norvegese (Oslo, n.1971)
- Peter Sørensen, allenatore di calcio e ex calciatore danese (Silkeborg, n.1973)

## Astronomi(1)
- Christen Sørensen Longomontanus, astronomo danese (Longberg, n.1562 - Copenaghen, † 1647)

## Attori(1)
- Birgitte Hjort Sørensen, attrice danese (Hillerød, n.1982)

## Calciatori(22)
- Arne Sørensen, calciatore norvegese (n.1911 - † 1995)
- Asger Sørensen, calciatore danese (Silkeborg, n.1996)
- Bent Sørensen, calciatore danese (Vejle, n.1926 - † 2011)
- Chris Sørensen, calciatore danese (n.1977)
- Christian Sørensen, calciatore danese (Assens, n.1992)
- Dennis Sørensen, calciatore danese (Copenaghen, n.1981)
- Erling Sørensen, calciatore e allenatore di calcio danese (Copenaghen, n.1920 - Hvidovre, † 2002)
- Frederik Sørensen, calciatore danese (Roskilde, n.1992)
- Jakob Sørensen, calciatore danese (Esbjerg, n.1998)
- Jan Ingemann Sørensen, ex calciatore danese (Nykøbing Falster, n.1954)
- Jens-Kristian Sørensen, ex calciatore danese (Aalborg, n.1987)
- Jørgen Sørensen, calciatore danese (Odense, n.1922 - Odense, † 1999)
- Jørn Sørensen, ex calciatore danese (Nibe, n.1936)
- Kenneth Sørensen, ex calciatore danese (Benløse, n.1982)
- Knut Sørensen, calciatore norvegese (n.1924 - † 2009)
- Nicoline Sørensen, calciatrice danese (Måløv, n.1997)
- Niels Sørensen, ex calciatore danese (Frederiksberg, n.1951)
- Odd Wang Sørensen, calciatore norvegese (Borge, n.1922 - Greåker, † 2004)
- Ole Sørensen, calciatore danese (Copenaghen, n.1937 - † 2015)
- Thomas Sørensen, ex calciatore danese (Fredericia, n.1976)
- Åge Sørensen, calciatore norvegese (Oslo, n.1937 - Oslo, † 2022)
- Åge Sørensen, ex calciatore norvegese (n.1956)

## Cantanti(1)
- Lis Sørensen, cantante danese (Aarhus, n.1955)

## Chimici(1)
- Søren Sørensen, chimico danese (Havrebjerg, n.1868 - Charlottenlund, † 1939)

## Ciclisti su strada(2)
- Chris Anker Sørensen, ciclista su strada danese (Hammel, n.1984 - Zeebrugge, † 2021)
- Frode Sørensen, ciclista su strada danese (Copenaghen, n.1912 - Stoccolma, † 1980)

## Compositori(1)
- Bent Sørensen, compositore danese (n.1958)

## Dirigenti sportivi(2)
- Nicki Sørensen, dirigente sportivo e ex ciclista su strada danese (Hillerød, n.1975)
- Rolf Sørensen, dirigente sportivo e ex ciclista su strada danese (Helsinge, n.1965)

## Ginnasti(4)
- Aksel Sørensen, ginnasta danese (n.1891 - † 1955)
- Hans Christian Sørensen, ginnasta danese (n.1900 - † 1984)
- Hans Laurids Sørensen, ginnasta danese (n.1901 - † 1974)
- Harry Sørensen, ginnasta danese (n.1892 - † 1963)

## Militari(1)
- Per Sørensen, militare danese (Randers, n.1913 - Berlino, † 1945)

## Nuotatori(2)
- Inge Sørensen, nuotatrice danese (Gentofte, n.1924 - Mount Laurel, † 2011)
- Lars Sørensen, ex nuotatore danese (Holstebro, n.1968)

## Piloti automobilistici(1)
- Marco Sørensen, pilota automobilistico danese (Svenstrup, n.1990)

## Scultori(1)
- Eva Sørensen, scultrice danese (Herning, n.1940 - Verbania, † 2019)